# Kredyt subprime
Kredyt subprime (ang. subprime loan) – kredyt bankowy wysokiego ryzyka, udzielany kredytobiorcom o niskiej zdolności kredytowej.
Kredyty takie pod koniec XX wieku zaczęły być udzielane na wielką skalę w Stanach Zjednoczonych, najczęściej udzielane na zakup nieruchomości. Załamanie na amerykańskim rynku kredytów hipotecznych subprime w 2007 jest uznawane za bezpośrednią przyczynę zaburzeń na innych rynkach finansowych, co doprowadziło do wybuchu ogólnoświatowego kryzysu finansowego.